# Ростошь (приток Лиски)
Ростошь (лог Осиновый, Лиска) — река в России, протекает по Клетскому, Калачёвскому и Суровикинскому районам Волгоградской области. Правый приток Лиски, бассейн Дона.

## География
Ростошь начинается в балке Осиновый Лог примерно в 30 км юго-восточнее районного центра Клетская. Течёт на юг. В верхнем течении на правом берегу находится упразднённый хутор Осинологовский, на двух берегах — хутор Осиновский. Ниже на реке населённых пунктов нет. Впадает в Лиску в 61 км от устья последней. Длина реки составляет 25 км, площадь водосборного бассейна — 239 км².

## Данные водного реестра
По данным государственного водного реестра России относится к Донскому бассейновому округу, водохозяйственный участок реки — Дон от города Калач-на-Дону до Цимлянского гидроузла, без реки Чир, речной подбассейн реки — Дон между впадением Хопра и Северского Донца. Речной бассейн реки — Дон (российская часть бассейна).
Код объекта в государственном водном реестре — 05010300912107000010059.